# Heinrich Schmidt (fotbollsspelare)
Heinrich Schmidt, född 10 januari 1912 i Saarbrücken, död 16 augusti 1988, var en tysk fotbollsspelare.

## Fotbollskarriär

### Klubblagskarriär
Schmidt spelade mest nämnvärt 16 säsonger för 1. FC Saarbrücken (klubben hette fram till 1945 FV Saarbrücken).

### Landslagskarriär
Schmidt spelade en A-landskamp för Saarlands landslag, mot Schweiz 1950. Han var då nästan 39 år.